# Ljuddämpare (motorfordon)

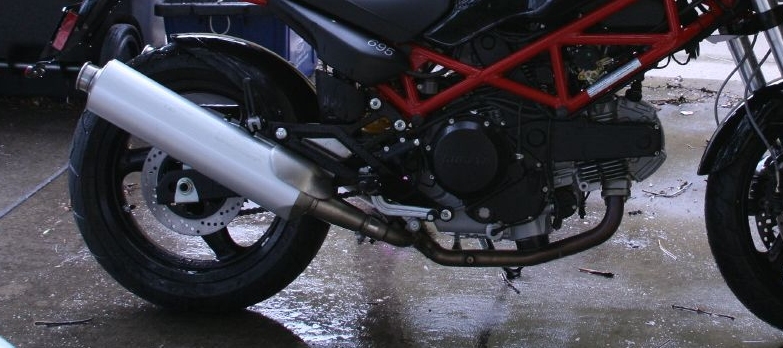
Ljuddämpare på en motorcykel.

Ljuddämparen är utrustning för att minska ljudnivån från en explosionsmotor. På en bil sitter den som avgasrörets andra sektion. Ljudet som dämpas är motorljudet som utan dämpning ligger på smärtgränsen. Ljuddämparen tillverkas i bland annat förzinkad plåt eller rostfritt. 

## Varianter
Två varianter av dämpning finns:
- genomströmning, där glasull i ljuddämparen tar upp tryckvågorna (avgasljudet), och
- mekanisk dämpning, där avgasernas hastighet minskas genom att ledas i sicksack genom dämparen. Avgaserna har därmed "svårare" att hitta ut, och hastigheten på ljudvågorna sänks.[2]

## Galleri

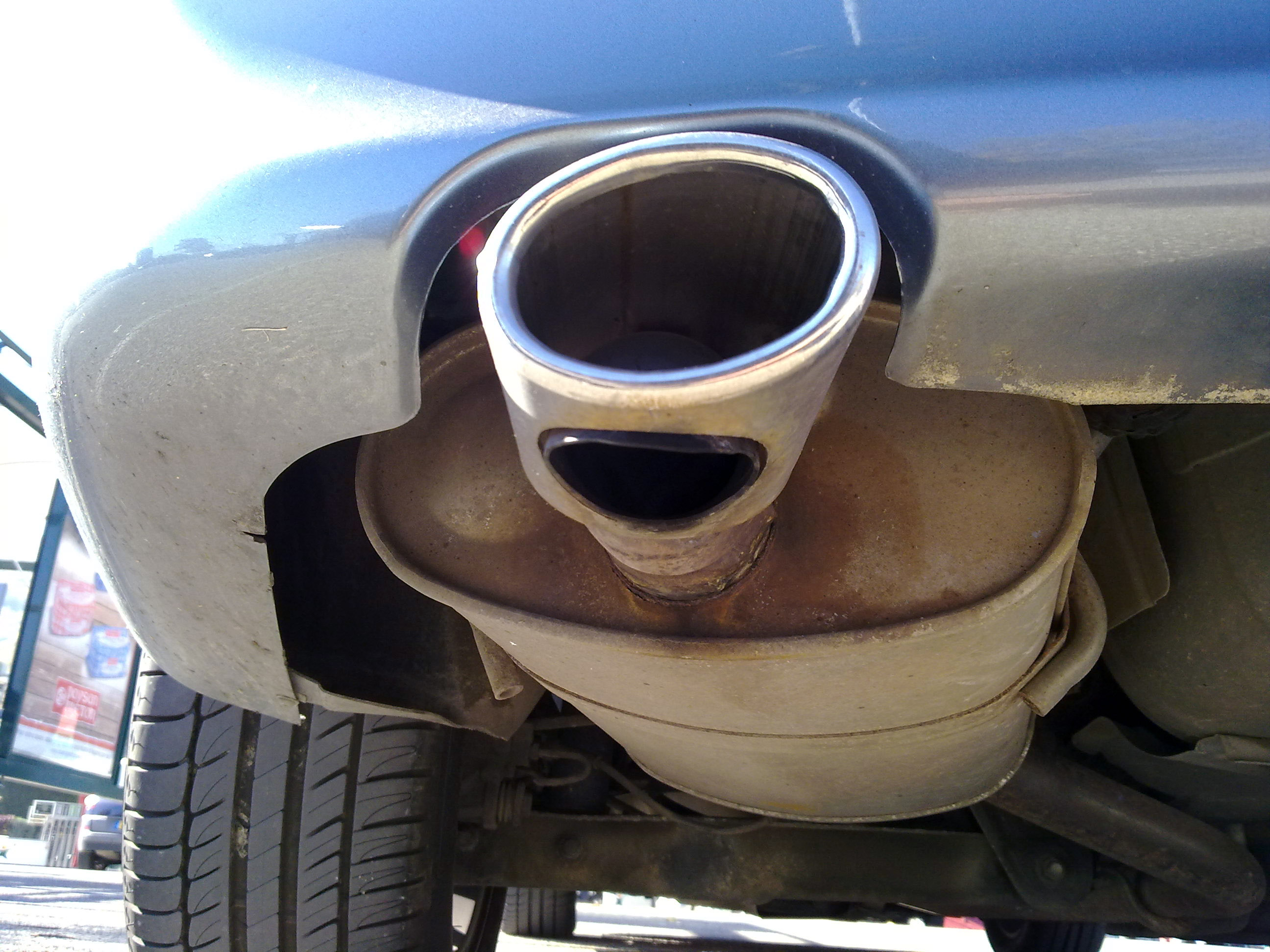
Ljuddämpare på en bil.